# Шоу Луни Тюнз
«Шоу Луни Тюнз» (англ. The Looney Tunes Show) — американский анимационный телесериал (на основе Looney Tunes и Merrie Melodies, персонажей из серий 1930—1969), премьера состоялась 3 мая 2011 года на телеканале Cartoon Network. Показ рассчитан на рейтинг TV-PG.

## Сюжет
Сюжет мультсериала крутится вокруг двух главных персонажей — Багза Банни и Даффи Дака, которые покинули свои родные леса и переехали жить в город. Им ещё только предстоит встретиться с такими же странными персонажами, как Лола Банни, Сильвестр, Твити, Порки Пиг, Тина Руссо и многими другими.

## Схема серии
1. Первая половина сюжета о Багзе и Даффи.
2. Двухминутный клип от Merrie Melodies в современном исполнении. Такие клипы присутствуют почти во всех сериях первого сезона и последних сериях второго сезона.
3. Вторая половина сюжета о Багзе и Даффи.
4. Короткий мультфильм о приключениях Дорожного Бегуна и Вайл И. Койота (Весёлые мелодии). Он выполнен в графике CGI. Присутствует только в первом сезоне.
5. Окончание сюжета.

## Персонажи
- Багз Банни (озвучивает Джефф Бергман) — Главный герой сериала. Спокойный, умный, вежливый и в меру остроумный кролик. Нигде не учился. Живёт за счет денежных отчислений от продажи своего изобретения — Морковечистки. На эти деньги он приобрел себе пригородный дом. Одну из комнат занимает его друг Даффи Дак. Свое время проводит за просмотром спортивных передач по ТВ, чтением книг, общением и прогулками со своими друзьями и соседями. Встречается с Лолой Банни. Их отношения меняются на протяжении сериала. В первом сезоне Багз относится к ней критически и всячески избегает её, но ко второму сезону их отношения развиваются и становятся любовными. Коронная фраза «Ну что, Док?». Водит Toyota Prius красного цвета. Багзу постоянно приходится терпеть выходки Даффи, но часто его прощает. Любит пить кофе. Иногда рассказывает Даффи истории, где позиционирует себя как Супермен или Бэтмен.
- Даффи Дак (озвучивает Джефф Бергман) — Главный герой сериала. Полная противоположность Багзу. Сумасшедший чёрный селезень. Глупый, ленивый, алчный и лживый. Типичный нахлебник. Шепелявит. Умеет обращаться с оружием. Живёт в доме Багза под предлогом «Как только встану на ноги, я тут же уеду.», но прошло много времени, и Даффи так и не уехал. Безработный. Водит грузовичок-пикап со скульптурой из папье-маше на багажнике. С 12 серии встречается с Тиной Руссо. В школе Даффи был изгоем и посмешищем. В нескольких сериях говорит и представляет, что он колдун. Служил в морской пехоте США и освободил Багза из тюрьмы в Албании. Имеет лицензию косметолога, также работал охранником банка, исполнительным директором крупного концерна и курьером клиентской службы кабельной компании. Бывший член городского совета.
- Порки Пиг (озвучивает Боб Берген) — Друг Багза и Даффи. Постоянно заикается. Покупается практически на любой развод, поэтому Даффи часто использует его в своих корыстных целях. В 15 серии выясняется, что Порки работает в офисе, но по вине Багза его увольняют. После уволнения Порки стал доставщиком питания. Учился в школе вместе с Даффи Даком и издевался над ним. Был популярным футболистом школы. Живёт совсем один и несколько раз пускал Даффи пожить у него. В серии «Father Figures» становится псевдоотцом Ястреба Хэнка. Член городского совета. Во втором сезоне начинает встречаться с Петунией.
- Спиди Гонзалес (озвучивает Фред Армисен) — Самая быстрая мышь во всей Мексике. Проживает в доме Багза, в норке. В 17 серии Багз рассказывает, как подарил ему свою пиццерию «Pizzarriba». «Pizzarriba» — это самый популярный ресторан во всём городе. Работает ресторатором и учителем танцев. В серии The Stud, the Nerd, the Average Joe, and the Saint он тренировал Даффи к бегам.
- Лола Банни (озвучивает Кристен Уиг) — Появляется во 2 серии. Невежда, много болтает, приставучая. Занимается теннисом. Очень влюбчивая. Ушла от Багза к Пепе ле Пью, затем снова вернулась к Багзу, с него переключилась на Даффи Дака, но потом вернулась к Багзу. Любит Багза чуть ли не до фанатизма. Если Багз с характером Даффи кое-как, но справляется, то с Лолой уже нет. Она довела Неуправляемого Сэма до инфаркта на экзамене по вождению в 18-й серии шоу.
- Тина Руссо (озвучивает Дженнифер Эспозито) — Появляется в 12 серии. Работает в магазине «Копировальные услуги». Шатенка, окрас перьев бледно-жёлтый. Встречается с Даффи Даком, которого сравнивает со старым прогнившим зданием, которое подлежит сносу, но если кто-то, знающий в этом деле толк, за него возьмется и вычистит его, то оно станет менее отвратительным… Ей нравится этот проект. Новый персонаж в истории Looney Tunes.
- Тасманский дьявол (озвучивает Джим Каммингс) — Самый опасный и агрессивный зверь на планете. Военные заточили его в супер-клетке, но по вине Пита Пумы он сбежал. Однажды Тасманский дьявол забрел к дому Багза, и кролик принял его за собаку, дав кличку Тузик. Багзу удалось перевоспитать его характер. Позднее стало ясно, что Тузик не собака, а тасманский дьявол. Багз решил отвезти Тузика на его родину, но Тасманский дьявол захотел остаться у Багза в качестве питомца. Совершенно неуправляем. Может превращаться в торнадо, уничтожая все на своем пути.
- Йосемитский Сэм (озвучивает Морис Ла Марш) — хамоватый и неприличный сосед Багза и Даффи. Но когда ему что-то нужно, он становится вежливым и добрым. Не уважает никого, кроме себя. Имеет взрывной характер. Пытается вернуть себе право ношения оружия.
- Пит Пума (озвучивает Джон Кассир) — Рассеянный, неуклюжий и туповатый. Работает в зоопарке. Учился в школе с Даффи Даком, Порки Пигом и Марвином. В шестой серии сказал, что до сих пор не окончил школу.
- Марвин (озвучивает Эрик Бауза) — Марсианин. Учился в школе с Порки Пигом, Даффи Даком и Питом Пумой. Мечтает покорить Землю.
- Ведьма Хэйзел (озвучивает Роз Райан) — Соседка Багза и Даффи. Добрая ведьма. Водит минивэн. Есть сын — Госсамер. Работает в больнице, занимаясь гипнозом.
  - Госсамер (озвучивает Квеси Боакия) — Сын Ведьмы Хэйзел. Большой мохнатый рыжий монстр с голосом ребёнка. Свои руки часто прячет в свой мех. Был изгоем в школе, но благодаря таланту пения стал популярен.
- Бабуля (озвучивает Джун Форей, Бабуля в молодости Стефани Кортни) — Соседка Багза и Даффи. Имеет проблему со слухом. Была шпионкой во время Второй Мировой Войны. Дает уроки по игре на пианино.
  - Кот Сильвестр (озвучивает Джефф Бергман) — Домашний кот Бабули. Постоянно охотится на Твити, даже за спиной Бабули. Шепелявит.
  - Твити (озвучивает Джефф Бергман) — Жёлтая канарейка. Очень смелый. Часто побеждает Сильвестра хитростью. Неоднократно Твити помогал Бабуле.
- Фогхорн Легхорн (озвучивает Джефф Бергман, озвучивает пение Дэймон Джонс) — Антропоморфный петух. Актёр и герой среди своих собратьев. Занимает высокое положение в обществе, но несмотря на это, всегда простодушен. Весьма благосклонен к Даффи. Постоянно вставляет в контекст фразу «Я говорю».
- Пепе ле Пью (озвучивает Рене Оберджоноис) — Скунс. Появляется во 2 серии. Работает организатором свадеб. Имеет французский акцент и изысканный вкус. Страшно воняет.
- Элмер Фадд (озвучивает Билли Уэст) — Журналист на телевидении и ведущий прогноза погоды. Охотник.
- Мак и Тош (озвучивали Роб Полсен и Джесс Харнелл) — Суслики. Лучшие друзья, вечно позитивные, даже думают почти одинаково. Работают в антикварной лавке.
- Дорожный бегун — Самая быстрая птица на Земле, слегка напоминает страуса, но вероятней всего является калифорнийской кукушкой-подорожником. Дорожный бегун всегда на шаг впереди голодного Вайл И. Койота. Произносит только звуки «Бип-Бип».
- Вайл И. Койот — Голодный койот. Готов разбиться насмерть, чтоб поймать Дорожного бегуна. И, благодаря его постоянно неудачным идеям и продуктам Acme, его жизнь всегда в опасности и грозит постоянными больничными койками. Потерял голос в детстве, которое он сам не знает.
- Пёс Бернард (озвучивает пение Бен Фальконе) — Взрослый антропоморфный бассет-хаунд.
- Ястреб Хэнк (озвучивает пение Дэймон Джонс) — Маленький коричневый ястреб с чубом из перьев. Обожает курятину. Становится псевдосыном Порки Пига в серии Father Figures
- Мисс Присси (озвучивает Грей ДеЛайл) — Старая курица. Носит голубую шапочку и очки. Сыграла мать Фогхорн Ливорно в фильме про Фогхорн Ливорно.
- Доктор Вайсберг — Врач, к которому обычно попадают Багз и Даффи.
- Кэрол — Ассистенка Фогхорна Легхорна. Часто подлизывается к боссу.
- Патрисия Банни — Мать Лолы.
- Волтер Банни — Отец Лолы.
- Сэсил Черепаха — работал в Customer Service, пользовался этой работой для издевательства над клиентами.
- Фрэнк Руссо (озвучивал Деннис Фарина[1][2]) — Папа Тины Руссо.
- Петуния Пиг — Подружка Порки.

## Критика
Организация Common Sense Media присвоила мультсериалу оценку 4/5. Она отметила, что он содержит сексуальную инсинуацию, расовые и гендерные стереотипы, а также насилие.

## Эпизоды

### Сезон 1
| #  | Дата выхода      | Название                                                |
| 1  | 4 мая 2011       | Best Friends (Лучшие друзья)                            |
| 2  | 11 мая 2011      | Members Only (Только для членов)                        |
| 3  | 18 мая 2011      | Jailbird и Jailbunny (Тюремная птица и тюремный кролик) |
| 4  | 25 мая 2011      | Fish and Visitors (Рыба и посетители)                   |
| 5  | 1 июня 2011      | Monster Talent (Талант Монстра)                         |
| 6  | 8 июня 2011      | Reunion (Воссоединение)                                 |
| 7  | 15 июня 2011     | Casa de Calma (из испанского как: Спокойный Дом)        |
| 8  | 22 июня 2011     | Devil Dog (Дьявольская собака)                          |
| 9  | 29 июня 2011     | The Foghorn Leghorn Story (История Фогхорна Леґхорна)   |
| 10 | 6 июля 2011      | Eligible Bachelors (Завидные холостяки)                 |
| 11 | 13 июля 2011     | Peel of Fortune (Перемены Фортуны)                      |
| 12 | 20 июля 2011     | Double Date (Двойное свидание)                          |
| 13 | 27 июля 2011     | To Bowl or Not to Bowl (Кидать или не кидать)           |
| 14 | 24 августа 2011  | Newspaper Thief (Газетный воришка)                      |
| 15 | 31 августа 2011  | Bugs & Daffy Get a Job (Багз и Даффи идут на работу)    |
| 16 | 7 сентября 2011  | That’s My Baby (Это мой ребёнок)                        |
| 17 | 14 сентября 2011 | Sunday Night Slice (Кусочек воскресного вечера)         |
| 18 | 21 сентября 2011 | The DMV (ГИБДД)                                         |
| 19 | 26 октября 2011  | Off Duty Cop (Коп после службы)                         |
| 20 | 2 ноября 2011    | Working Duck (Дак на работе)                            |
| 21 | 9 ноября 2011    | French Frie (Картофель фри)                             |
| 22 | 16 ноября 2011   | Beauty School (Прекрасная школа)                        |
| 23 | 23 ноября 2011   | The Float (Флот)                                        |
| 24 | 25 января 2012   | The Shelf (Полка)                                       |
| 25 | 1 февраля 2012   | The Muh-Muh-Muh-Murder (Уб-уб-уб-убийство)              |
| 26 | 8 февраля 2012   | Point, Laser Point ( Указка, лазерная указка)           |

### Сезон 2
| #  | Дата выхода                                      | Название                                                                    |
| 1  | 2 октября 2012                                   | Bobcats on Three! (Трое из Рысей)                                           |
| 2  | 9 октября 2012                                   | You’ve Got Hate Mail (Вы получили почту)                                    |
| 3  | 16 октября 2012                                  | Itsy Bitsy Gopher (Поиски маленького суслика)                               |
| 4  | 23 октября 2012                                  | Rebel Without a Glove (Бунтарь без перчатки)                                |
| 5  | 30 октября 2012                                  | Semper Lie (В плену вранья)                                                 |
| 6  | 6 ноября 2012                                    | Father Figures (Приемные отцы)                                              |
| 7  | 13 ноября 2012                                   | Customer Service (Клиентский сервис)                                        |
| 8  | 20 ноября 2012                                   | The Stud, the Nerd, the Average Joe, and the Saint (Качок, ботан и жеребец) |
| 9  | 27 ноября 2012                                   | It’s a Handbag (Это сумочка)                                                |
| 10 | 4 декабря 2012                                   | A Christmas Carol (Рождественская история)                                  |
| 11 | 22 января 2013                                   | We’re in Big Truffle (Мы и большой трюфель)                                 |
| 12 | 29 января 2013                                   | Dear John (Дорогой Джон)                                                    |
| 13 | 5 февраля 2013                                   | Daffy Duck, Esquire (Даффи Дак, эсквайр)                                    |
| 14 | 12 февраля 2013                                  | Spread Those Wings and Fly (Расправь крылья и лети)                         |
| 15 | 23 апреля 2013                                   | The Black Widow (Черная вдова)                                              |
| 16 | 30 апреля 2013                                   | Mrs. Porkbunny’s (Миссис Поркибанни)                                        |
| 17 | 7 мая 2013                                       | Gribbler’s Quest (Грибблемания)                                             |
| 18 | 14 мая 2013                                      | The Grand Old Duck of York (Дак — пианист)                                  |
| 19 | 21 мая 2013                                      | Riduculus Journey (Невероятное путешествие)                                 |
| 20 | 25 июня 2013                                     | The Shell Game (Треснувший панцирь)                                         |
| 21 | 23 июля 2013                                     | Year of the Duck (Год Утки)                                                 |
| 22 | 30 июля 2013                                     | Gossamer is Awesomer (Госсамер — это круто)                                 |
| 23 | 13 августа 2013                                  | Here Comes the Pig (Вот идет Пиг)                                           |
| 24 | 20 августа 2013                                  | Mr. Weiner (Доктор Вайнер)                                                  |
| 25 | 27 августа 2013                                  | Best Friends Redux (Лучшие друзья во времени)                               |
| 26 | 3 ноября 2013 (Teletoon) 13 мая 2014 (Boomerang) | SuperRabbit (Супер-кролик)                                                  |